# 岐阜市立岩小学校
岐阜市立岩小学校（ぎふしりつ いわしょうがっこう）は、岐阜県岐阜市にある公立小学校。

## 沿革
- 1873年（明治6年）11月 - 
  - 岩田村に小心学校が開校。校区は岩田村。[1]
  - 岩瀧村に推循学校が開校する。校区は岩瀧村、北洞村、及び前洞村の北部[注釈 1]。
- 1875年（明治8年） - 古津村の児童が不倦学校から小心学校に移る。
- 1880年（明治13年） - 小心学校が小心小学校、推循学校が推循小学校に、それぞれ改称する。
- 1886年（明治19年） - 小心小学校が小心簡易科小学校、推循小学校が推循簡易科小学校に、それぞれ改称する。
- 1892年（明治25年） - 小心簡易科小学校が岩田尋常小学校、推循簡易科小学校が岩瀧尋常小学校に、それぞれ改称する。
- 1897年（明治30年）4月1日 - 岩田村と岩瀧村が合併し、岩村が発足。
- 1898年（明治31年） - 岩田尋常小学校が長良村大字古津[注釈 2]の児童の委託を解消。
- 1909年（明治42年） - 岩田尋常小学校と岩瀧尋常小学校が統合され、岩尋常高等小学校となる。
- 1911年（明治44年） - 現在地に移転する。
- 1941年（昭和16年） - 岩国民学校に改称する。
- 1947年（昭和22年） - 岩村立岩小学校に改称する。稲葉郡学校組合立藍川中学校岩分教場を併設。
- 1948年（昭和23年） - 藍川中学校岩分教場を廃止。
- 1950年（昭和25年）12月10日 - 岩村が岐阜市に編入される。同時に岐阜市立岩小学校に改称する。
- 1973年（昭和48年） - 校舎（鉄筋コンクリート造3階建）が完成。
- 1974年（昭和49年） - 創立100周年。校旗・校歌の制定。
- 1976年（昭和51年） - 各務原市立尾崎小学校の開校により、各務原市那加前洞町の北部[注釈 3]、及び那加北洞町の児童の委託を解消。
- 1979年（昭和54年） - 校舎を増築する。
- 1979年（昭和54年） - 体育館が完成する。
- 1981年（昭和56年） - 校舎を増築する。

## 通学区域
- 岩田坂1-4丁目、岩滝、静が丘町、岩田西1-3丁目、岩田東1-3丁目、岩滝西1-3丁目、岩滝東1-3丁目[2]。

## 進学先中学校
- 岐阜市立藍川中学校

## 校区内の主な施設
- 岩保育園
- 若草幼稚園

## 交通アクセス
- 岐阜バス

尾崎団地線（JR岐阜駅バスターミナルから諏訪山団地（B55・B58））「岩小学校前」より徒歩約1分。